# Niño de la Bola

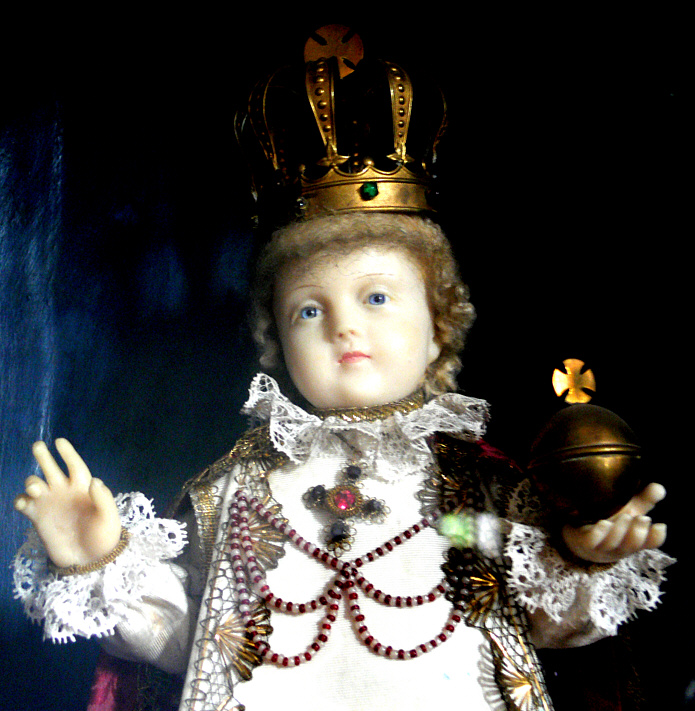
Imagen en la iglesia de St. Michael de Ebersbach, Ravensburg.

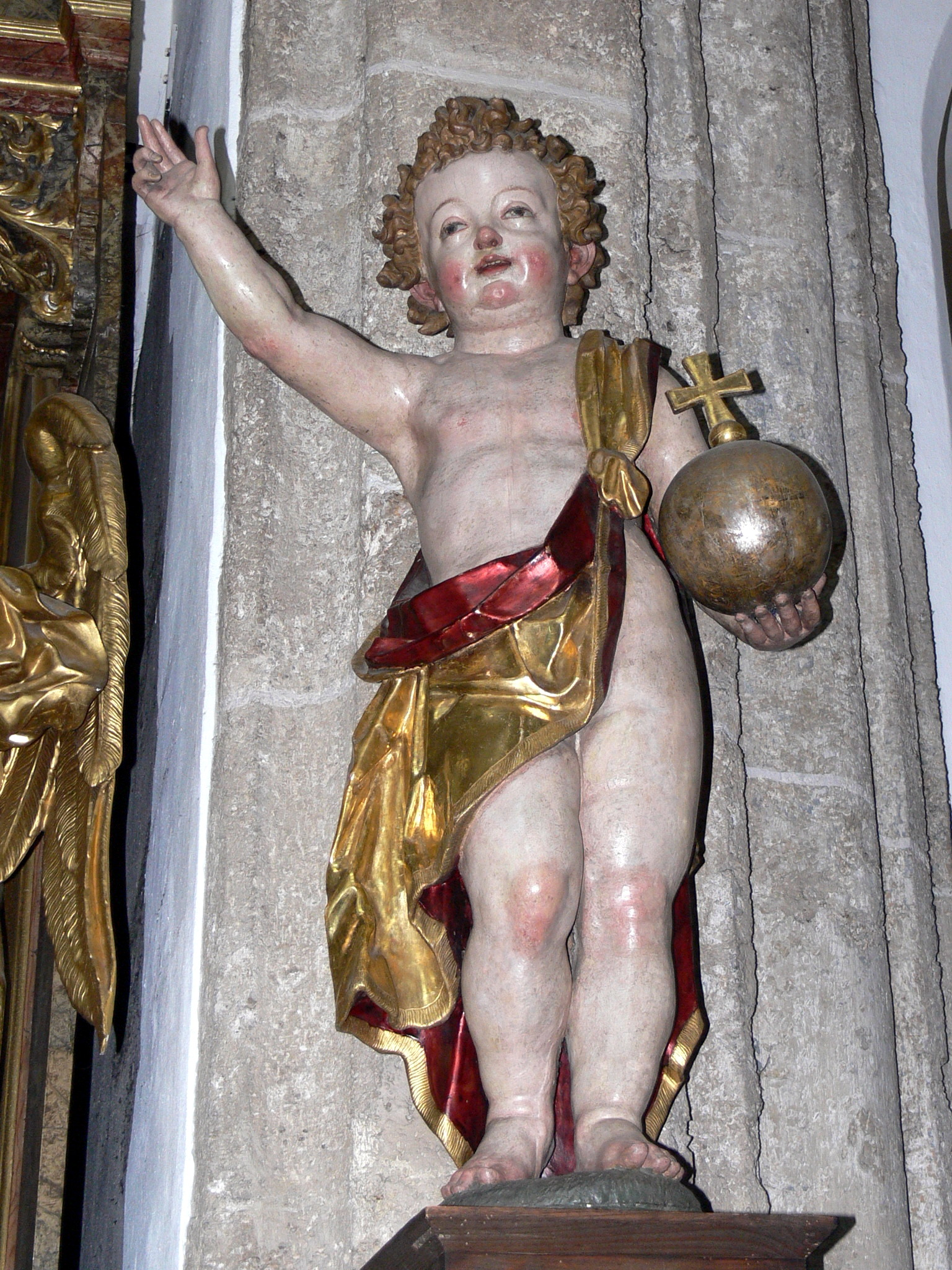
Imagen en la Iglesia de San Blas de Abtenau, Salzburgo.

Niño de la Bola o Santo Niño de la Bola es una advocación de Jesucristo y una de sus formas de representación artística con iconografía convencional. Esencialmente es un Santo Niño, Niño Jesús o Niño Dios que lleva en su mano un orbe real (la bola) como símbolo de su poder sobre el mundo; puede representársele en solitario o en el regazo de la Virgen María (que en ese caso simboliza su trono); con o sin corona; desnudo, con paño de pureza o con vestiduras reales.
- Niño Jesús de Praga
- Fiesta del Niño de la Bola
- Niño Jesús de la Bola de Cuéllar
- Las Mesas Del Santo Niño de la Bola
- El Niño de la Bola (novela), de Pedro Antonio de Alarcón (1878)